# Barbara Longhi
Barbara Longhi, född 21 september 1552 i Ravenna, död 23 december 1638 i Ravenna, var en italiensk målare. Hon var en berömd porträttmålare under sin samtid och särskilt uppskattad för sina många målningar av Jungfru Maria och Jesusbarnet, men många av dem är osignerade. 